# Danny Julian Boggs

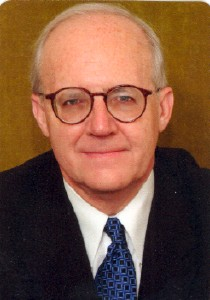
Danny J. Boggs, Senior Judge des Berufungsgerichts der Vereinigten Staaten für den Sechsten Gerichtskreis

Danny Julián Boggs (* 23. Oktober 1944) ist ein US-amerikanischer Jurist und ein Senior United States Circuit Judge des Berufungsgerichts der Vereinigten Staaten für den Sechsten Gerichtskreis (United States Court of Appeals for the Sixth Circuit). Er wurde für diese Position 1986 nominiert und war Chefrichter dieses Gerichtshofs von September 2003 bis August 2009. Boggs war unter den Finalisten der Kandidaten von Präsident George W. Bush für den Obersten Gerichtshof der Vereinigten Staaten.

## Jugend und Bildungsgang
Danny Julián Boggs wurde in Havanna, Kuba geboren und wuchs in Bowling Green, Kentucky auf. Er besuchte die College High School in Bowling Green, wo er Mitglied des Debate-Teams war, das die Debatten-Meisterschaft des Staates Kentucky 1959 gewann. 1965 erwarb er das Diplom eines Artium Baccalaureus an der Harvard University mit dem Prädikat „cum laude“ und absolvierte 1968 das Studium der Rechte mit dem Grad eines Juris Doctor an der University of Chicago Law School, wo er auch für den Order of the Coif nominiert wurde. An der Universität Chicago gewann Boggs den Hinton-Moot-Court-Wettbewerb und war zudem Redakteur der University of Chicago Law Review.

## Karriere
Boggs begann seine Karriere mit einer akademischen Position als Bigelow Fellow und Lehrbeauftragter an der University of Chicago Law School von 1968 bis 1969. Später bekleidete er verschiedene Ämter in der Regierung des Staates Kentucky: zunächst als Stellvertretender Kommissar im Ministerium von Kentucky für Wirtschaftliche Sicherheit in Frankfort, Kentucky von 1969 bis 1970, danach als Rechtsberater und Administrativassistent des Gouverneurs von Kentucky, Louie Nunn, von 1970 bis 1971, als Legislativjurist und Assistent des Minderheitsführers im Repräsentantenhaus des Staates Kentucky im Jahr 1972, als Anwalt des Republikanischen Wahlkampfes 1972, und als stellvertretender Wahlkampfleiter der Kampagne für die Wiederwahl von Nunn als Gouverneur in Louisville im Jahr 1979.
Außerhalb des öffentlichen Dienstes in der Bundes- oder Staatsregierung engagierte sich Boggs in privater Anwaltspraxis in Frankfort, Kentucky, in Bowling Green, Kentucky, und von 1979 bis 1981 in Washington, D.C.
Boggs begann eine Karriere in der Bundesregierung als Anwalt für das Handelsministerium der Vereinigten Staaten im Jahr 1973. Von 1973 bis 1975 war er neben dem späteren Chefrichter des Berufungsgerichts der Vereinigten Staaten für den Siebenten Gerichtskreis, Frank Easterbrook, und dem späteren Arbeitsminister der Regierung Clinton, Robert Reich, Assistent des United States Solicitor General im Justizministerium der Vereinigten Staaten. Zu jenem Zeitpunkt war dies Robert Bork. Unter Ronald Reagan war Boggs Special Assistant to the President im Executive Office of the President von 1981 bis 1983.
Vor seiner Ernennung zum Richter bekleidete Boggs hohe Ämter im Energiesektor, zuerst als Assistent des Vorsitzenden der Federal Power Commission von 1975 bis 1977, danach als stellvertretender Anwalt der Minderheitsfraktion im United States Senate Committee on Energy and Natural Resources (1977–1979). Nach seiner Dienstzeit als Special Assistant to the President im Executive Office of the President war Boggs Stellvertretender Energieminister in der Regierung Reagan von 1983 bis 1986. Damals wurde ihm die Goldmedaille des Energieministers verliehen.

## Bundesrichter

### Nominierung und Richteramt
Am 29. Januar 1986 wurde Boggs von Präsident Ronald Reagan für einen mit Bundesgesetz 98 Stat. 333 neugeschaffenen Sitz am Berufungsgericht der Vereinigten Staaten für den Sechsten Gerichtskreis nominiert. Seine Ernennung wurde vom U.S. Senat am 3. März 1986 bestätigt und er erhielt seine Ernennungsurkunde am 25. März 1986.[1] Von 2003 bis 2009 war Boggs Chefrichter des Sechsten Gerichtskreises. Während seiner richterlichen Karriere war er zu verschiedenen Zeiten Sekretär, Stellvertretender Vorsitzender und Vorsitzender der Konferenz der Berufungsrichter der American Bar Association von 2001 bis 2002 und Mitglied der Richterkonferenz der Vereinigten Staaten von 2003 bis 2009. Boggs war unter den Finalisten von Präsident George W. Bushs Kandidaten für den Obersten Gerichtshof der Vereinigten Staaten. Am 28. Februar 2017 wechselte er in den Senior Status.
Im Jahr 2006 würdigte Senator Mitch McConnell (R-KY) im Senat das 20. Jubiläum von Boggs als Bundesrichter. Er nannte Richter Boggs „einen Bürger von Kentucky, der einer der besten Rechtsgelehrten seiner Generation ist,“ „ein wahrer Renaissancemensch“ mit einem „fruchtbaren Verstand eines Universalgelehrten“, „belesen in Geschichte, Geographie, Literatur, Mathematik und politischer Wissenschaft“ der „nicht nur begierig Wissen aufsaugt, sondern es auch gern mit anderen teilt.“ McConnell erwähnte auch, dass „Richter Boggs es genießt, Clerks [Gerichtsschreiber] jedweder weltanschaulichen Überzeugungen anzustellen, sofern sie einen scharfen Verstand besitzen und allzeit zu debattieren bereit sind. Natürlich wissen diese armen Clerks, dass Richter Boggs fast jedes Mal gewinnen wird.“
Anlässlich des 30. Richterjubiläums von Richter Boggs schrieb der Vorsitzende Richter des Obersten Gerichtshofes der Vereinigten Staaten, Chief Justice John Roberts, in einem Gratulationsschreiben: „Die Nation hat unermesslichen Nutzen aus Ihrem Intellekt und Urteilsvermögen gezogen. Wir in der Judikative bewundern Ihre Hingabe an die Sache der Gerechtigkeit. Wir erfreuen uns an der Präzision Ihres schriftlichen Werkes. Und wir sind ewig dankbar, dass unsere Beschäftigung nicht von unseren Antworten auf die Quizfragen abhängt, die Sie Ihre zukünftigen Clerks beantworten lassen.“

### Rechtsprechung und Positionen

#### Grutter v. Bollinger
Die University of Michigan Law School berief gegen die Entscheidung eines Bezirksgerichts, dass die Berücksichtigung von Rasse und ethnischer Abstammung in Zulassungsentscheidungen die Equal Protection Clause [Gleichbehandlungsklausel] des Vierzehnten Zusatzartikels zur Verfassung der Vereinigten Staaten und Titel VI des Bürgerrechtsgesetzes (Civil Rights Act) verletze. Der gespaltene Sechste Gerichtskreis hob die Entscheidung en banc in einem von Chefrichter Boyce F. Martin, Jr., verfassten Urteil auf, das feststellte, dass die Zulassungspolitik der Law School eng begrenzt war und ihrem zwingenden Interesse an einer gemischten Studentenpopulation diente, und deshalb Bestand hatte. Richter Boggs verfasste ein Sondervotum, in dem er festhielt, dass die in der Zulassungspolitik der Law School verankerte rassische Diskriminierung nicht einmal der geringsten Prüfung auf Verfassungsmäßigkeit standhalte, dass die Bemühungen der Law School, eine „kritische Masse“ zu erreichen, von einer verfassungswidrigen numerischen Quote für Minderheiten nicht unterscheidbar sei, und dass die Analyse der Mehrheitsmeinung, die sich auf ein Urteil in einem Fall von Obszönität stützte, fehlerhaft war. In der Sache selbst legte Richter Boggs die Größenordnung der von der University of Michigan Law School gewährten rassischen Präferenzen dar, indem er deren Zulassungsstatistiken anhand des Aktes analysierte. Dabei gelangte Richter Boggs zur Schlussfolgerung, dass die Schaffung eines gemischten Studienumfeldes kein zwingendes staatliches Interesse darstellte, da das Wesen und die Vorteile gelebter Vielfalt, die die Law School anzustreben behauptete, konzeptionell mit der rassischen und ethnischen Vielfalt, die sie primär suchte, nichts zu tun hatte, und weil die Vorstellung der Law School von Vielfalt keine logische Begrenzung zuließ und zu weiteren verfassungsmäßig unzulässigen Ergebnissen zu führen drohte. Richter Boggs fügte seinem Sondervotum auch einen prozeduralen Anhang bei, in dem er die Verfahrensgeschichte im Sechsten Gerichtskreis und die prozeduralen Manipulation des damaligen Chefrichters Boyce F. Martin Jr. aufzeigte, der gegen Verfahrensvorschriften des Sechsten Gerichtskreises verstoßen hatte, indem er sich selbst in diesen und andere Richtersenate delegierte und dem Gesamtgericht eine Petition für en banc - Anhörung fünf Monate lang vorenthielt, bis zu einem Zeitpunkt, da das Gericht eine von Demokraten ernannte Mehrheit aktiver Richter aufwies, um eine auf Ideologie basierende Fallentscheidung zu garantieren. Der ebenso gespaltene Oberste Gerichtshof bestätigte in einer fünf-zu-vier-Entscheidung das Urteil mit drei separaten Zustimmungen zum Ergebnis und zwei Sondervoten. Grutter v. Bollinger, 539 U.S. 306 (2003). Höchstrichterin O’Connor schrieb für die Mehrheit des Obersten Gerichtshofs, dass die Law School ein zwingendes Interesse an einer vielfältigen Studentenpopulation hatte und dass ihr Zulassungsprogramm eng begrenzt war, um ihr zwingendes Interesse an der Erlangung von Bildungsvorteilen zu verwirklichen, die sich aus einer vielfältigen Studentenpopulation ergeben und daher die Equal Protection Clause des Vierzehnten Zusatzartikels zur Verfassung nicht verletzte. Die Höchstrichter Thomas und Scalia stimmten mit der Entscheidung zum Teil überein und widersprachen ihr zum Teil. Höchstrichter Thomas gelangte zu dem Schluss, dass Michigan kein zwingendes Interesse an der Erhaltung einer öffentlichen Law School und jedenfalls nicht an einer Elite-Law School besäße, und dass marginale Verbesserungen in der Juristenausbildung nicht als zwingendes Staatsinteresse charakterisierbar seien. In seinem Sondervotum stimmte Chefrichter Rehnquist mit dem Argument von Richter Boggs überein, dass das Programm der Law School wenig bis gar keine Beziehung zu ihrem behaupteten Ziel der Erreichung einer „kritischen Masse“ aufwies. Nach Analyse der Zulassungsstatistiken hielt er fest, dass die Law School Afroamerikanern Vorzugsbehandlung gewährte, nicht aber Kandidaten, die Hispanics oder indianischer Herkunft waren, wodurch keinerlei „kritische Masse“ für diese Minderheiten-Kandidaten erreicht wurde und daher den Anforderungen strenger Prüfung auf Verfassungsmäßigkeit nicht genügt werde. Höchstrichter Kennedys Sondervotum enthielt seine eigene Analyse der Zulassungsstatistiken, um in ähnlicher Methode zu beweisen, dass das Zulassungsprogramm der Law School gleichbedeutend war mit einer verfassungswidrigen Quote für afroamerikanische Bewerber, und dass es strenger Prüfung der Verfassungsmäßigkeit nicht standhielt.

#### Coalition to Defend Affirmative Action, Integration & Immigrant Rights & Fight for Equality By Any Means Necessary v. Regents of Univ. of Michigan
Der Sechste Gerichtskreis entschied en banc, dass eine erfolgreiche Wählerinitiative auf Ergänzung der Verfassung von Michigan, die in maßgeblicher Hinsicht den öffentlichen Colleges und Universitäten von Michigan positive Diskriminierung in ihren Zulassungspraktiken verbot, gegen die Equal Protection Clause verstieß. Der betreffende Zusatzartikel sah vor, dass der Staat Michigan und seine öffentlichen Schulen „gegen kein Individuum und keine Gruppe auf der Grundlage von Geschlecht, Hautfarbe, ethnischer Abstammung oder nationaler Herkunft diskriminieren oder Vorzugsbehandlungen im Hinblick auf öffentliche Beschäftigung, öffentliche Bildung oder Verträge mit der Öffentlichen Hand gewähren darf.“ Richter Boggs verfasste ein Sondervotum, in dem er erklärte, dass die Mehrheitsmeinung auf einer extremen Ausdehnung bestehender Präjudizien beruhe und so zu dem Ergebnis gelange, dass eine im Übrigen lobenswerte Volksinitiative des Staates Michigan nun für verfassungswidrig erklärt werde. Richter Boggs hielt dafür, dass die Mehrheitsmeinung zu einem Ergebnis führe, wonach dem Staat Michigan jede Änderung von Bildungs- oder Beschäftigungspolitik im Hinblick auf positive Diskriminierung untersagt bliebe und solche Änderungen nur noch durch die Bildungsorgane individueller staatlicher, regionaler und lokaler Bildungseinrichtungen umgesetzt werden könnten. Da solche maßgeblichen Gremien jeweils für Amtsperioden von mehreren Jahren gewählt oder ernannt werden, würde ein Kandidat, der eine rassisch diskriminierende Zulassungs- oder Beschäftigungspolitik anfechten wolle, in einer großen Zahl von individuellen politischen und Wahlkampagnen in ganz Michigan vorgehen müssen. Um diesen Punkt zu erhärten, erwähnte Richter Boggs das Beispiel eines gemischtrassigen Bewerbers, dessen ethnische Herkunft mehrfache rassische Kategorisierung durch Schulverwaltungen zulassen würde, was zu nach geltender Präjudizienlage zulässiger positiver oder negativer Diskriminierung eines solchen Kandidaten führen würde: man denke an den Fall einer Person, die z. B. halb Chinese, ein Viertel osteuropäisch-jüdisch, ein Achtel Hispanic (Kubaner) und ein Achtel allgemein Nordeuropäisch, hauptsächlich Schottisch-Irisch wäre. Das Sondervotum argumentierte ferner, dass ein staatlicher Beschluss einer einheitlichen Politik zum Verbot rassischer Diskriminierung es erforderlich machen würde, dass ein solcher Kandidat die Zulassungspolitik jeder einzelnen Schule gesondert anfechten müsste. Der Oberste Gerichtshof hob die Entscheidung des gesamten Sechsten Gerichtskreises auf und stellte fest, dass es keine Ermächtigung in der Verfassung der Vereinigten Staaten gäbe, die es der Judikative gestatten würde, einen Zusatzartikel zur Staatsverfassung von Michigan aufzuheben, der positive Diskriminierung in öffentlicher Bildung, Beschäftigung und Beschaffungswesen verbietet. Schuette v. Coalition to Defend Affirmative Action, Integration & Immigrant Rights & Fight for Equality By Any Means Necessary (BAMN), 572 U.S. 291 (2014). Der Oberste Gerichtshof erläuterte ausführlich, dass die Ausdehnung bestehender Präjudizien durch den Sechsten Gerichtskreis fehlerhaft war und zu irrigen Schlussfolgerungen führen würde. Höchstrichter Scalias separate Zustimmung fasste das Ergebnis der Entscheidung des Sechsten Gerichtskreises überspitzt zusammen: „Es läuft auf das Folgende hinaus: Angerufen zur Klärung der rechtsdogmatischen Grauzone zwischen zwei irrigen Linien von Präjudizien, stehen wir nun vor einer beängstigend bizarren Frage: Verbietet die Equal Protection Clause des Vierzehnten Zusatzartikels der Verfassung was ihr Text unmissverständlich verlangt?“

#### Monasky v. Taglieri
Dieser seltene Fall befasste sich mit einer Petition zur Rückführung eines Kindes gemäß dem Haager Übereinkommen über die zivilrechtlichen Aspekte internationaler Kindesentführung und seiner gesetzlichen Umsetzung, dem International Child Abduction Remedies Act (ICARA). Richter Boggs verfasste die Entscheidung des Richtersenats, wonach, wenn das Kind ausschließlich in einem einzigen Land Wohnsitz gehabt hatte, dieses Land den “gewöhnlichen Aufenthalt” gemäß Haager Übereinkommen und ICARA darstellt und der Vater rechtsgültige Obsorge nach italienischem Recht hatte, als die Mutter das Kind in die Vereinigten Staaten überführte. Es war der Mutter nicht gelungen, ein gravierendes Risiko für das Kindeswohl darzulegen, falls das Kind nach Italien zurückgeführt würde. Deshalb erfüllte sie einen Ausnahmenvorbehalt zur Bestimmung sowohl des Haager Übereinkommens als auch des ICARA nicht, wonach ein unrechtmäßig von seinem gewöhnlichen Aufenthalt entferntes Kind unverzüglich zurückzuführen ist. Nach neuerlicher Anhörung en banc bestätigte das Berufungsgericht die Entscheidung, und Richter Boggs verfasste ein separates Zustimmungsvotum, in dem er an der Argumentation der Mehrheitsmeinung seines aus drei Richtern bestehenden Senats festhielt. Certiorari wurde gewährt, und der Oberste Gerichtshof bestätigte das Urteil einstimmig und zitierte Richter Boggs’ en banc separates Zustimmungsvotum (“[i]n Ermangelung ungewöhnlicher Umstände ist ein Land der gewöhnliche Aufenthalt eines Kindes, wenn das Kind ausschließlich in einem Land Wohnsitz gehabt hatte, vor allem, wenn es dort mit beiden Elternteilen Wohnsitz hatte.”). Der Oberste Gerichtshof entschied, dass eine tatsächliche Vereinbarung zwischen den Elternteilen, wo ein Kind aufgezogen werden soll, für die Bestimmung des gewöhnlichen Aufenthalts des Kindes nicht erforderlich ist, und dass die Gerichte bei der Prüfung des gewöhnlichen Aufenthalts gemäß Haager Übereinkommen vorinstanzliche Entscheide nur auf klare Fehlerhaftigkeit unter Einräumung einer Vermutung von Richtigkeit überprüfen sollten. Höchstrichterin Ginsburg verfasste die Mehrheitsmeinung, während die Höchstrichter Thomas und Alito teilweise zustimmten und sich dem Urteil im Ergebnis anschlossen.

#### International Outdoor, Inc. v. City of Troy, Michigan
In diesem Verfahren, das die Verfassungsmäßigkeit einer lokalen Verordnung betraf und von einem Betreiber von Plakatwänden initiiert worden war, setzte Richter Boggs eine lange Reihe seiner Entscheidungen zu Anfechtungen gemäß dem Ersten Zusatzartikel zur Verfassung der Vereinigten Staaten fort, die Regulierungen von Beschilderungen und Plakatwänden betrafen. Als Autor für die Mehrheit des Gerichts entschied er, dass eine städtische Verordnung, welche Beschilderungen und Plakatwände einer inhaltsbasierten Restriktion unterwirft, mittels strenger Prüfung ihrer Verfassungsmäßigkeit gemäß dem 1. Zusatzartikel zu untersuchen ist. Richter Boggs wich von der Entscheidung einiger anderer Gerichtskreise ab, indem er schrieb, dass das höchstgerichtliche Präjudiz in Reed v. Town of Gilbert, Ariz., 135 S. Ct. 2218 (2015) anstelle jenes in Central Hudson Gas & Electric Corp. v. Public Service Commission, 447 U.S. 557 (1980) anwendbar sei, so wie es in der neueren Entscheidung des Obersten Gerichtshofes in Barr v. American Association of Political Consultants, 140 S. Ct. 2335 (2020) bestätigt worden war, welche die Anwendung strenger anstatt mittelstrenger Prüfung von inhaltsbasierten Restriktionen kommerzieller Rede verlangte. Ein dazu eingereichtes abweichendes Sondervotum bestritt nicht den anwendbaren Standard richterlicher Überprüfung, sondern gelangte zum Ergebnis, dass der Kläger zur Anfechtung der Verordnung grundsätzlich nicht aktivlegitimiert war.

#### Discovery Network, Inc. v. City of Cincinnati
In dieser Entscheidung zum Ersten Zusatzartikel zur Verfassung der Vereinigten Staaten befand Richter Boggs als Autor für den Richtersenat, dass eine Stadt nicht sämtliche „kommerziellen“ Publikationen von einer Verteilung durch öffentliche Nachrichten- oder Zeitungsfächer ausschließen darf, solange sie dies für „nichtkommerzielle“ konventionelle Zeitungen gestattet. Der Oberste Gerichtshof bestätigte diese Entscheidung.

#### Tyler v. Hillsdale County Sheriff’s Department
Jemand, der vor 28 Jahren unfreiwillig für weniger als einen Monat in eine psychiatrische Anstalt eingewiesen worden war und nun eine Feuerwaffe erwerben wollte, brachte eine Klage ein, um ein Feststellungsurteil zu begehren, wonach ein Bundesgesetz, das Personen, die in psychiatrische Anstalten eingewiesen worden waren, vom Besitz von Feuerwaffen ausschloss, in seiner Anwendung auf ihn verfassungswidrig sei. Richter Boggs hob die Entscheidung des Bezirksgerichts zur Abweisung der Klage mit der Begründung auf, dass in dieser erstmals präsentierten Rechtsfrage strenge und nicht bloß mittelstrenge Prüfung der Behauptung erforderlich war, dass das Gesetz ein zwingendes öffentliches Interesse beförderte, während der kaufwillige Kläger dargetan hatte, dass das Gesetz seine Rechte gemäß dem Zweiten Zusatzartikel zur Verfassung der Vereinigten Staaten verletzte. Das Gesamtgericht hob später en banc die Entscheidung des Bezirksgerichts ebenfalls auf mit der Feststellung, dass der Kläger plausibel behauptet habe, dass das permanente Verbot des Waffenbesitzes seine Rechte gemäß dem Zweiten Zusatzartikel zur Verfassung verletze, obschon das Gesamtgericht diese Entscheidung in Anwendung bloß mittelstrenger Prüfung der Verfassungsmäßigkeit des Gesetzes traf. Richter Boggs gab ein Sondervotum ab, welches sich der Entscheidung teilweise anschloss. Er hielt darin allerdings fest, dass gemäß Präjudizienlage des Sechsten Gerichtskreises, welche durch die Mehrheitsentscheidung nicht spezifisch außer Kraft gesetzt worden war, wie im Fall anderer behaupteter Verletzungen verfassungsmäßiger Grundrechte, jedenfalls strenge Prüfung anzuwenden und daher die Entscheidung des Bezirksgerichts nach diesem und nicht nach dem weniger stringenten Prüfungsstandard aufzuheben sei.

#### Williams v. Toyota Motor Manufacturing, Kentucky, Inc.
Richter Boggs verfasste ein abweichendes Sondervotum zur Entscheidung eines Richtersenats, wonach eine Klägerin „behindert“ im Sinne des Americans with Disabilities Act (Gesetz zur Gleichstellung von Menschen mit Behinderungen) war, weil sie ein breit definiertes Spektrum manueller Aufgaben nicht ausführen konnte. Der Oberste Gerichtshof hob die von Richter Boggs kritisierte Entscheidung des Richtersenates auf.

#### Bowles v. Russell
Dieses Urteil des Sechsten Gerichtskreises, verfasst von Richter Boggs, entschied, dass ein Bezirksrichter die Frist zur Einreichung einer Berufung gemäß Federal Rule of Appellate Procedure 4(a)(6) nicht erstrecken kann, selbst wenn der Richter den Anwälten irrtümlich mitgeteilt hatte, dass ihnen mehr Zeit dafür zur Verfügung stünde. Der Oberste Gerichtshof bestätigte diese Entscheidung.

## Konflikt im Berufungsgericht
Im Jahr 2001 entfachte Boggs eine Kontroverse, als er den damaligen Chefrichter Boyce F. Martin, Jr. beschuldigte, die Verfahrensregeln des Sechsten Gerichtskreises zu verletzen, indem er sich selbst in Richtersenate delegierte, dem Gesamtgericht Informationen über Petitionen für en banc Anhörungen vorenthielt und den Zeitpunkt gerichtlicher Anordnungen manipulierte. Diese prozeduralen Manipulationen beeinflussten das Ergebnis von zwei bedeutenden Fällen wesentlich: in einer Klage wegen positiver Diskriminierung an der University of Michigan Law School, Grutter v. Bollinger und In re Byrd, betreffend die Revision eines Todesurteils. In beiden en banc – Verfahren verfasste Richter Boggs ein kritisches Sondervotum, das eine detaillierte Beschreibung der gegenständlichen prozeduralen Unregelmäßigkeiten enthielt. Judicial Watch, eine konservative Organisation, reichte eine Beschwerde gegen Richter Boyce Martin wegen richterlichen Fehlverhaltens in derselben Angelegenheit ein. Richter Boggs erklärte sich in dem daraufhin eingesetzten Untersuchungssenat für befangen, der einen Regelverstoß von Richter Martin feststellte, aber wegen seither verabschiedeter Änderungen der Verfahrensregeln und weiterer interner Reformen an dem Gericht keine Disziplinarmaßnahmen gegen ihn empfahl.

## Persönlicher Stil und Auswahl der Clerks
Ungewöhnlich an Richter Boggs’ Führungsstil ist sein Quiz über Allgemeinbildung, den er Bewerbern für das Amt seiner Gerichtsschreiber (judicial law clerks) jedes Jahr in neuer Form abverlangt. Dieser Quiz prüft Kenntnisse in Geschichte, Geographie, Literatur und klassischem Altertum. Richter Boggs sagte, dass er die Antworten der Kandidaten dazu benütze, um Einsicht in ihre Interessen und Persönlichkeiten zu gewinnen. Drei seiner früheren Clerks traten in der Quizsendung des Fernsehsenders ABC „Who Wants to Be a Millionaire“ auf dem Höhepunkt der Popularität dieser Sendung im Jahre 2001 auf. Zwei von ihnen wählten den Richter als ihren Telefonjoker (phone-a-friend). Andere Clerks von Richter Boggs wurden später etwa Syndikus des Weißen Hauses in der Regierung Trump (Pat Cipollone), Director of National Intelligence in der Regierung Biden (Direktorin der nationalen Nachrichtendienste) (Avril Haines), und Vorsitzender der Federal Energy Regulatory Commission in der Regierung Trump (James Danly).

## Weitere Tätigkeiten
Von 1986 bis 1989 und nochmals von 1999 bis 2002 war Boggs Mitglied des Visiting Committee der University of Chicago Law School. Er ist zudem Berater des Brandeis American Inn of Court und Mitglied der Mont Pèlerin Society.

## Publikationen
- „Foreign Policy: A Redefinition in the Singular“, The Harvard Conservative, Sept. 1964;
- „Analysis of 1964 Election“, The Harvard Conservative, Jan. 1965;
- „Reagan Energy Policy“, The New York Times, May 1, 1982;
- „The Energy Picture: A Mid-Term Assessment“, San Angelo Standard Times, Oct. 1982;
- „When Governments Forecast“, Futures, Oct. 1985;
- „A Judicial Perspective,“ Banbury Report 32;
- „Science and Technology Advice in the Judiciary,“ Chapter in Science and Technology Advice to the President, Congress, and Judiciary, (ed. by William T. Golden, Pergamon Press, 1988);
- „Comment on Donohue,“ 54 Law and Contemporary Problems 223 (1991);
- „Comment on the Paper by Professor O’Neill,“ 21 Capital U. L. Rev. 593 (1992);
- „A Differing View on Viewpoint Discrimination,“ 1993 U. Chicago Legal Forum 45;
- „The Right to a Fair Trial,“ 1998 U. Chicago Legal Forum;
- „Reining in Judges: The Case of Hate Speech,“ 52 SMU L. Rev. 271 (1999);
- „Unpublished Opinions and the Nature of Precedent,“ 4 Green Bag 17 (2000) (co-authored with Brian P. Brooks);
- „Obstacles and Opportunities in LNG Siting,“ 2 Envt'l & Energy L. & Pol'y J. 117 (2007).[8]